# 동드고비주

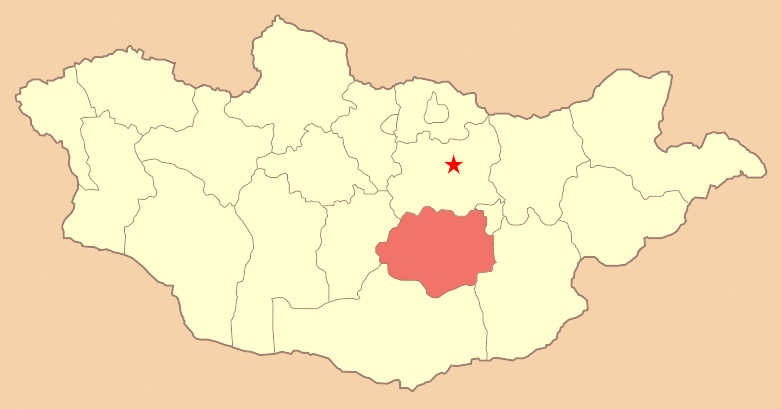
동드고비 주의 위치

동드고비주(몽골어: Дундговь)는 몽골 남부에 위치한 주로 주도는 만달고비이며 면적은 74,690.32km2, 인구는 38,821명(2011년 기준)이다. 주 이름은 몽골어로 "중앙고비"를 뜻한다.